# Numéro en Formule 1

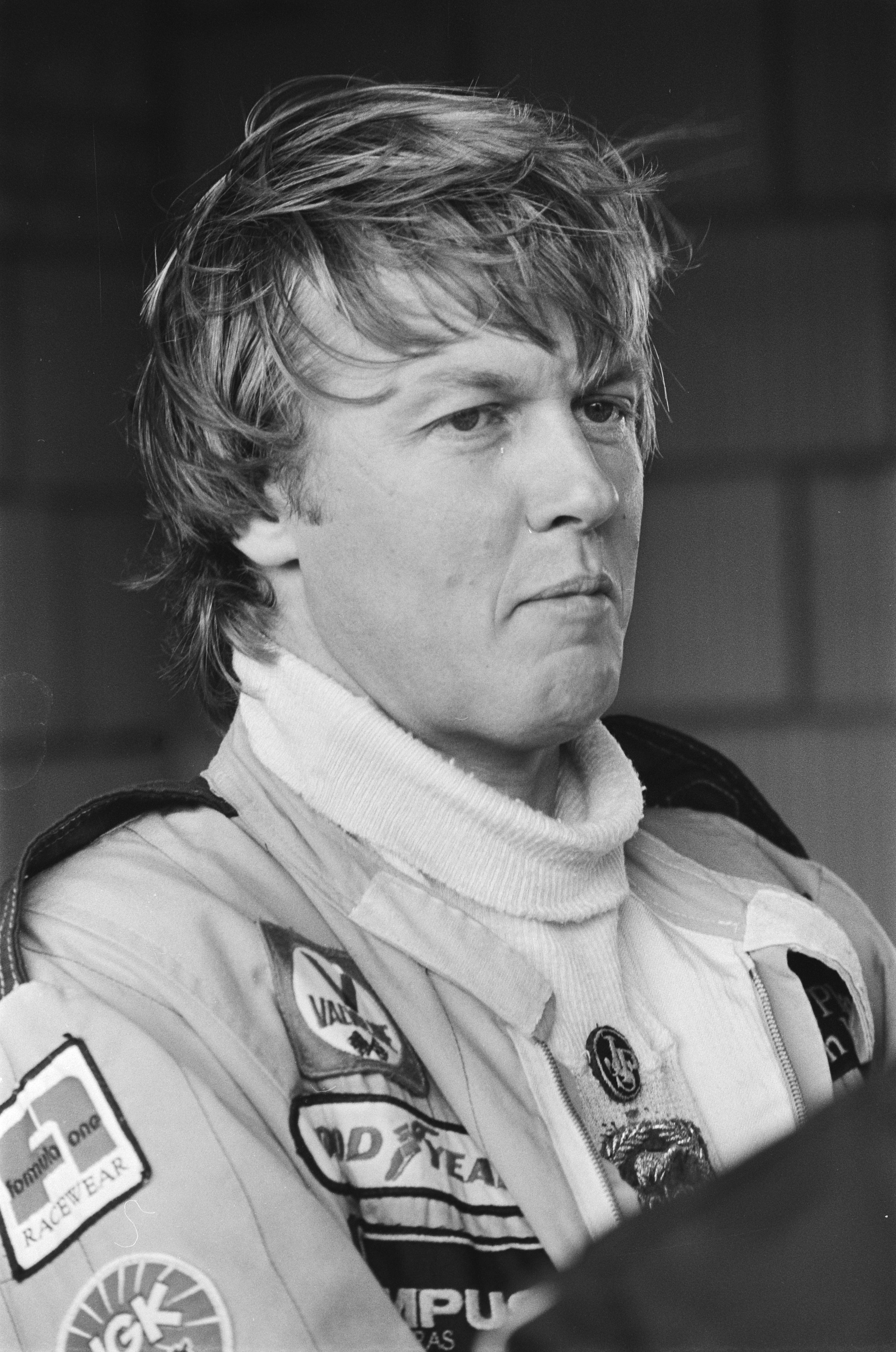
Ronnie Peterson est, depuis 1974, le dernier pilote de Formule 1 à porter le no 1 toute une saison sans être le champion du monde sortant.

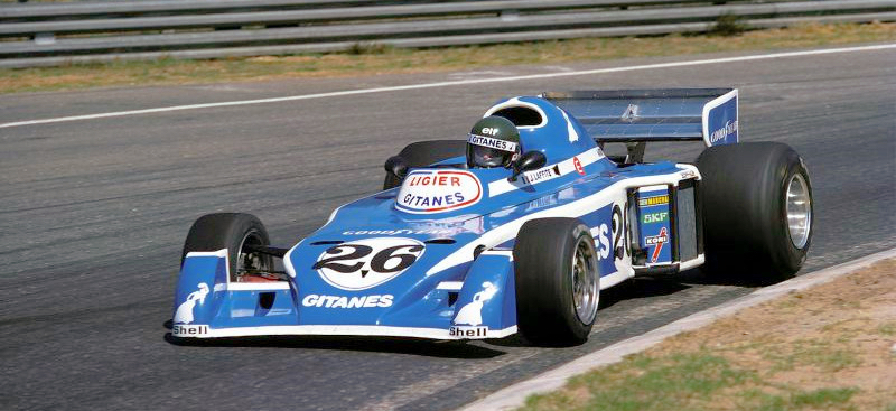
Jacques Laffite a disputé ses 132 Grands Prix chez Ligier avec le no 26.

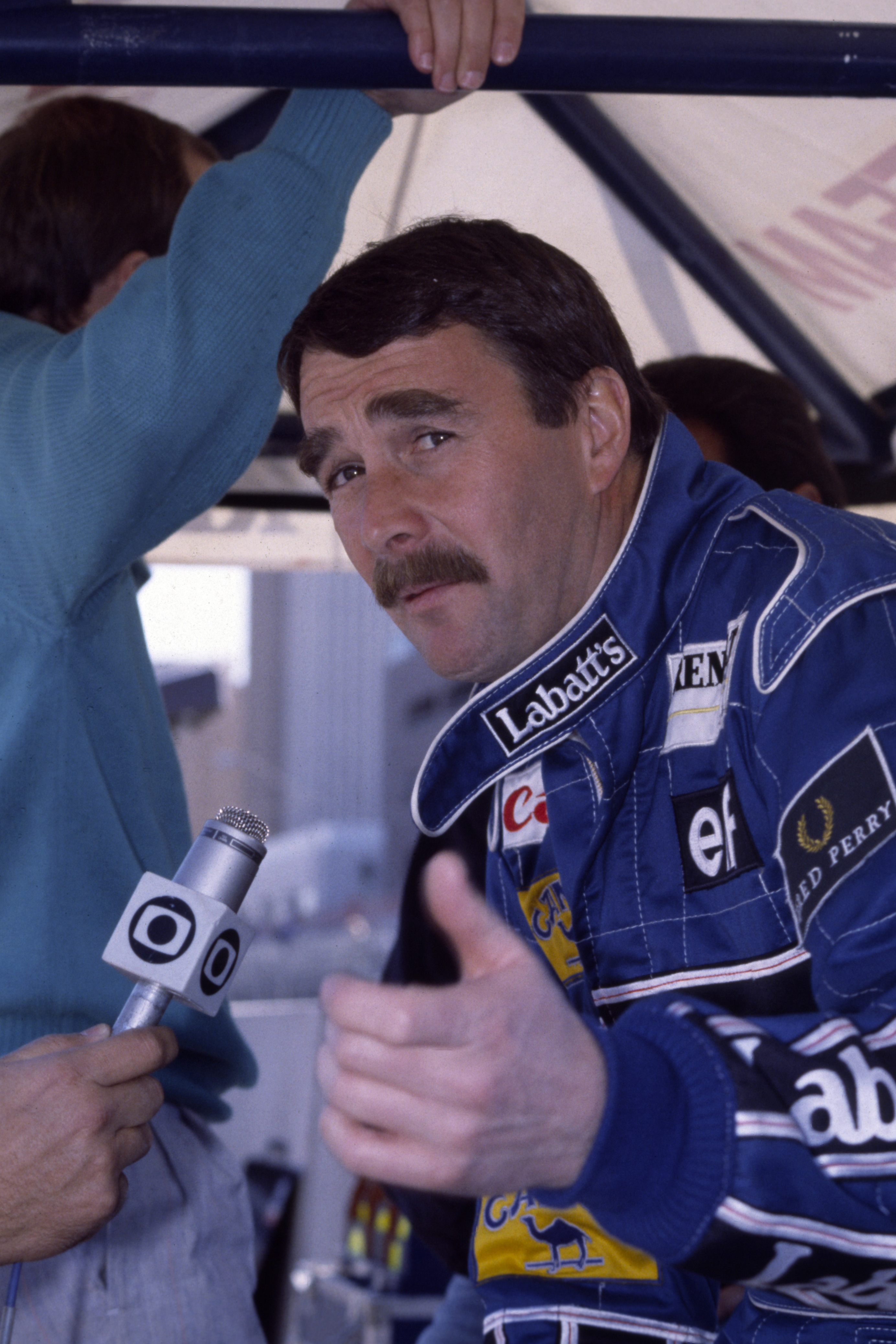
Nigel Mansell bien que champion du monde n'a jamais porté le no 1.

Au début de la Formule 1, les pilotes portent un numéro différent à chaque événement car les numéros sont attribués par chaque organisateur, souvent selon l'ordre des demandes d'inscription. De la saison 1974 à la saison 2013, les numéros furent attribués pour toute la saison. À partir de la saison 2014, les pilotes de Formule 1 bénéficient d'un numéro permanent qui les suit durant l'ensemble de leur carrière. 

## Jusqu'en 1974
Au début de la Formule 1, les pilotes portaient un numéro différent à chaque événement : les numéros sont attribués par chaque organisateur, souvent selon l'ordre des demandes d’inscription. 
Jusqu'au Grand prix des États-Unis 1973, dernière épreuve de la saison 1973, les numéros étaient attribués par les organisateurs à chaque Grand Prix de Formule 1.
De la saison 1974 à la saison 2013, les numéros furent attribués pour la saison complète.

## 1974
En 1974, les numéros sont attribués aux écuries en fonction du classement du championnat du monde des constructeurs 1973. Ainsi, les pilotes de l'écurie Lotus, championne du monde sortante, reçoivent les no 1 (Ronnie Peterson) et no 2 (Jacky Ickx), alors que ceux de l'écurie Tyrrell reçoivent les no 3 (Jody Scheckter) et no 4 (Patrick Depailler). Le no 13 n'est pas attribué.

## De 1975 à 1995
De 1975 à 1995, les écuries conservent les numéros attribués en 1974. Le no 1 est réservé au pilote champion du monde sortant et le no 2 à son coéquipier, sauf au Grand Prix d'Europe 1985, où John Watson, qui n'a jamais été champion du monde, remplace Niki Lauda, souffrant, sur la McLaren no 1.
Depuis, lorsque le pilote champion du monde sortant n'est pas engagé, l'écurie avec laquelle il a été titré se voit attribuer les no 0 et no 2. Ce cas s'est produit à deux reprises, en 1993 et en 1994.
Le no 13 n'est attribué qu'une fois, à la pilote britannique Divina Galica, lors du Grand Prix de Grande-Bretagne 1976.
| Numéro | 1975     | 1976            | 1977     | 1978       | 1979       | 1980       | 1981       | 1982       | 1983       | 1984       | 1985       | 1986     | 1987     | 1988     | 1989     | 1990          | 1991          | 1992        | 1993     | 1994     | 1995     |
| ------ | -------- | --------------- | -------- | ---------- | ---------- | ---------- | ---------- | ---------- | ---------- | ---------- | ---------- | -------- | -------- | -------- | -------- | ------------- | ------------- | ----------- | -------- | -------- | -------- |
| 0      | —        | —               | —        | —          | —          | —          | —          | —          | —          | —          | —          | —        | —        | —        | —        | —             | —             | —           | Williams | Williams | —        |
| 1      | McLaren  | Ferrari         | McLaren  | Brabham    | Lotus      | Ferrari    | Williams   | Brabham    | Williams   | Brabham    | McLaren    | McLaren  | McLaren  | Lotus    | McLaren  | Ferrari       | McLaren       | McLaren     | —        | —        | Benetton |
| 2      | McLaren  | Ferrari         | McLaren  | Brabham    | Lotus      | Ferrari    | Williams   | Brabham    | Williams   | Brabham    | McLaren    | McLaren  | McLaren  | Lotus    | McLaren  | Ferrari       | McLaren       | McLaren     | Williams | Williams | Benetton |
| 3      | Tyrrell  | Tyrrell         | Tyrrell  | Tyrrell    | Tyrrell    | Tyrrell    | Tyrrell    | Tyrrell    | Tyrrell    | Tyrrell    | Tyrrell    | Tyrrell  | Tyrrell  | Tyrrell  | Tyrrell  | Tyrrell       | Tyrrell       | Tyrrell     | Tyrrell  | Tyrrell  | Tyrrell  |
| 4      | Tyrrell  | Tyrrell         | Tyrrell  | Tyrrell    | Tyrrell    | Tyrrell    | Tyrrell    | Tyrrell    | Tyrrell    | Tyrrell    | Tyrrell    | Tyrrell  | Tyrrell  | Tyrrell  | Tyrrell  | Tyrrell       | Tyrrell       | Tyrrell     | Tyrrell  | Tyrrell  | Tyrrell  |
| 5      | Lotus    | Lotus           | Lotus    | Lotus      | Brabham    | Brabham    | Brabham    | Williams   | Brabham    | Williams   | Williams   | Williams | Williams | Williams | Williams | Williams      | Williams      | Williams    | Benetton | Benetton | Williams |
| 6      | Lotus    | Lotus           | Lotus    | Lotus      | Brabham    | Brabham    | Brabham    | Williams   | Brabham    | Williams   | Williams   | Williams | Williams | Williams | Williams | Williams      | Williams      | Williams    | Benetton | Benetton | Williams |
| 7      | Brabham  | Brabham         | Brabham  | McLaren    | McLaren    | McLaren    | McLaren    | McLaren    | McLaren    | McLaren    | Brabham    | Brabham  | Brabham  | -        | Brabham  | Brabham       | Brabham       | Brabham     | McLaren  | McLaren  | McLaren  |
| 8      | Brabham  | Brabham         | Brabham  | McLaren    | McLaren    | McLaren    | McLaren    | McLaren    | McLaren    | McLaren    | Brabham    | Brabham  | Brabham  | -        | Brabham  | Brabham       | Brabham       | Brabham     | McLaren  | McLaren  | McLaren  |
| 9      | March    | March           | March    | March      | ATS        | ATS        | ATS        | ATS        | ATS        | RAM        | RAM        | RAM      | Zakspeed | Zakspeed | Arrows   | Arrows        | Footwork      | Footwork    | Footwork | Arrows   | Arrows   |
| 10     | March    | March           | March    | March      | —          | ATS        | ATS        | ATS        | ATS        | RAM        | RAM        | —        | Zakspeed | Zakspeed | Arrows   | Arrows        | Footwork      | Footwork    | Footwork | Arrows   | Arrows   |
| 11     | Ferrari  | McLaren         | Ferrari  | Ferrari    | Ferrari    | Lotus      | Lotus      | Lotus      | Lotus      | Lotus      | Lotus      | Lotus    | Lotus    | McLaren  | Lotus    | Lotus         | Lotus         | Lotus       | Lotus    | Lotus    | Simtek   |
| 12     | Ferrari  | McLaren         | Ferrari  | Ferrari    | Ferrari    | Lotus      | Lotus      | Lotus      | Lotus      | Lotus      | Lotus      | Lotus    | Lotus    | McLaren  | Lotus    | Lotus         | Lotus         | Lotus       | Lotus    | Lotus    | Simtek   |
| 13     | —        | —               | —        | —          | —          | —          | —          | —          | —          | —          | —          | —        | —        | —        | —        | —             | —             | —           | —        | —        | —        |
| 14     | BRM      | BRM             | BRM      | Fittipaldi | Fittipaldi | Ensign     | Ensign     | Ensign     | —          | ATS        | —          | Zakspeed | AGS      | AGS      | AGS      | Osella        | Fondmetal     | Fondmetal   | Jordan   | Jordan   | Jordan   |
| 15     | —        | —               | Renault  | Renault    | Renault    | Renault    | Renault    | Renault    | Renault    | Renault    | Renault    | Lola     | —        | Lola     | March    | Leyton Racing | Leyton Racing | Fondmetal   | Jordan   | Jordan   | Jordan   |
| 16     | Shadow   | Shadow          | Shadow   | Shadow     | Renault    | Renault    | Renault    | Renault    | Renault    | Renault    | Renault    | Lola     | March    | Lola     | March    | Leyton Racing | Leyton Racing | March       | March    | —        | Pacific  |
| 17     | Shadow   | Shadow          | Shadow   | Shadow     | Shadow     | Shadow     | March      | March      | RAM        | Arrows     | Arrows     | Arrows   | Arrows   | Arrows   | Osella   | AGS           | AGS           | March       | March    | —        | Pacific  |
| 18     | Surtees  | Surtees         | Surtees  | Surtees    | Shadow     | Shadow     | March      | March      | RAM        | Arrows     | Arrows     | Arrows   | Arrows   | Arrows   | Osella   | AGS           | AGS           | —           | —        | —        | —        |
| 19     | Surtees  | Surtees         | Surtees  | Surtees    | —          | —          | —          | —          | —          | Toleman    | Toleman    | Benetton | Benetton | Benetton | Benetton | Benetton      | Benetton      | Benetton    | Larousse | Larousse | Larousse |
| 20     | Williams | Williams / Wolf | Wolf     | Wolf       | Wolf       | Fittipaldi | Fittipaldi | Fittipaldi | —          | Toleman    | Toleman    | Benetton | Benetton | Benetton | Benetton | Benetton      | Benetton      | Benetton    | Larousse | Larousse | Larousse |
| 21     | Williams | Williams / Wolf | Ensign   | Wolf       | —          | Fittipaldi | Fittipaldi | —          | —          | Spirit     | Spirit     | Osella   | Osella   | Osella   | Dallara  | Dallara       | Dallara       | Dallara     | Lola     | —        | Forti    |
| 22     | Embassy  | Ensign          | Ensign   | Ensign     | Ensign     | Alfa Romeo | Alfa Romeo | Alfa Romeo | Alfa Romeo | Alfa Romeo | Alfa Romeo | Osella   | Osella   | Rial     | Dallara  | Dallara       | Dallara       | Dallara     | Lola     | —        | Forti    |
| 23     | Embassy  | Ensign          | Theodore | Ensign     | —          | Alfa Romeo | Alfa Romeo | Alfa Romeo | Alfa Romeo | Alfa Romeo | Alfa Romeo | Minardi  | Minardi  | Minardi  | Minardi  | Minardi       | Minardi       | Minardi     | Minardi  | Minardi  | Minardi  |
| 24     | —        | Hesketh         | Hesketh  | Hesketh    | Merzario   | Merzario   | —          | —          | —          | Osella     | Osella     | Minardi  | Minardi  | Minardi  | Minardi  | Minardi       | Minardi       | Minardi     | Minardi  | Minardi  | Minardi  |
| 25     | —        | —               | —        | Rebaque    | Ligiers    | Ligiers    | Ligiers    | Ligiers    | Ligiers    | Ligiers    | Ligiers    | Ligiers  | Ligiers  | Ligiers  | Ligiers  | Ligiers       | Ligiers       | Ligiers     | Ligiers  | Ligiers  | Ligiers  |
| 26     | —        | Ligiers         | Ligiers  | Ligiers    | Ligiers    | Ligiers    | Ligiers    | Ligiers    | Ligiers    | Ligiers    | Ligiers    | Ligiers  | Ligiers  | Ligiers  | Ligiers  | Ligiers       | Ligiers       | Ligiers     | Ligiers  | Ligiers  | Ligiers  |
| 27     | —        | —               | Williams | Williams   | Williams   | Williams   | Ferrari    | Ferrari    | Ferrari    | Ferrari    | Ferrari    | Ferrari  | Ferrari  | Ferrari  | Ferrari  | McLaren       | Ferrari       | Ferrari     | Ferrari  | Ferrari  | Ferrari  |
| 28     | —        | —               | —        | —          | Williams   | Williams   | Ferrari    | Ferrari    | Ferrari    | Ferrari    | Ferrari    | Ferrari  | Ferrari  | Ferrari  | Ferrari  | McLaren       | Ferrari       | Ferrari     | Ferrari  | Ferrari  | Ferrari  |
| 29     | —        | —               | —        | —          | Arrows     | Arrows     | Arrows     | Arrows     | Arrows     | —          | Minardi    | Zakspeed | Lola     | Larousse | Larousse | Larousse      | Larousse      | Larousse    | Sauber   | Sauber   | Sauber   |
| 30     | —        | —               | —        | —          | Arrows     | Arrows     | Arrows     | Arrows     | Arrows     | —          | —          | —        | Lola     | Larousse | Larousse | Larousse      | Larousse      | Larousse    | Sauber   | Sauber   | Sauber   |
| 31     | —        | —               | —        | —          | —          | —          | —          | —          | —          | —          | —          | AGS      | —        | Coloni   | Coloni   | Coloni        | Coloni        | —           | —        | Simtek   | —        |
| 32     | —        | —               | —        | —          | —          | —          | —          | —          | —          | —          | —          | —        | Coloni   | Eurobrun | Coloni   | —             | Jordan        | Jordan      | —        | Simtek   | —        |
| 33     | —        | —               | —        | —          | —          | —          | —          | —          | —          | —          | Lola       | —        | —        | Eurobrun | Eurobrun | Eurobrun      | Jordan        | Jordan      | —        | Pacific  | —        |
| 34     | —        | —               | —        | —          | —          | —          | —          | —          | —          | —          | -          | —        | —        | —        | Zakspeed | Eurobrun      | Lamborghini   | Andrea Moda | —        | Pacific  | —        |
| 35     | —        | —               | —        | —          | —          | —          | —          | —          | —          | —          | -          | —        | —        | —        | Zakspeed | Onyx          | Lamborghini   | Andrea Moda | —        | —        | —        |
| 36     | —        | —               | —        | —          | —          | —          | —          | —          | —          | —          | -          | —        | —        | Dallara  | Onyx     | Onyx          | —             | —           | —        | —        | —        |
| 37     | —        | —               | —        | —          | —          | —          | —          | —          | —          | —          | -          | —        | —        | —        | Onyx     | —             | —             | —           | —        | —        | —        |
| 38     | —        | —               | —        | —          | —          | —          | —          | —          | —          | —          | —          | —        | —        | —        | Rial     | —             | —             | —           | —        | —        | —        |
| 39     | —        | —               | —        | —          | —          | —          | —          | —          | —          | —          | -          | —        | —        | —        | Rial     | Life          | —             | —           | —        | —        | —        |
| 40     | —        | —               | —        | —          | —          | —          | —          | —          | —          | —          | -          | —        | —        | —        | AGS      | Life          | —             | —           | —        | —        | —        |
| 41     | —        | —               | —        | —          | —          | —          | —          | —          | —          | —          | -          | —        | —        | —        | AGS      | —             | —             | —           | —        | —        | —        |

## De 1996 à 2013
De 1996 à 2013, les numéros sont attribués aux écuries en fonction de leur classement au championnat du monde de la saison précédente, le no 1 est réservé au pilote champion du monde sortant, le no 2 à son coéquipier et le no 13 n'est pas attribué.

## Depuis 2014
À partir de la saison 2014, les pilotes de Formule 1 bénéficient d'un numéro permanent qui les suit durant l'ensemble de leur carrière. Ce numéro doit être choisi entre 2 et 99. Le no 1 est réservé au champion du monde sortant qui choisit de l'utiliser ou non.